# عيسى خلادي
عيسى خلادي، صحفي وروائي وكاتب مسرحي وشاعر جزائري. صدرت له عدة كتب عن صعود الأصولية الإسلامية، كما كتب عددًا من المسرحيات والأشعار، وكذا العديد من الروايات. تتناولُ معظم أعماله الوضع في الجزائر. وهو مدير المجلة الجديدة المسماة أدب الجزائر.

## الحياة المُبكّرة والتعليم
وُلد عيسى خلَّادِي في الجزائر عام 1953 وذلك قُبيل بداية الحرب الجزائرية من أجل الاستقلال التي دارت رحاها بين جبهة التحرير الوطني الجزائرية والحكومة الفرنسية. التحقَ عيسى بالمدرسة القرآنية في سنّ مبكرة قبل الالتحاق بالمدرسة الابتدائية والثانوية في الجزائر العاصمة ثمّ ترك الثانويّة في وقتٍ ما لإعالة أسرته بمجرد ما لم يعد تعليمهُ إلزاميًا.
اجتاز عيسى لاحقًا امتحان البكالوريا قبل أن يواصل تعليمه في جامعة الجزائر، فحصلَ على شهادة البكالوريوس ثمّ أتبعها بدبلوم الدراسات المعتمَدة – الذي كان يُعادل درجة الماجستير حينها – في علم النفس بعد حصوله على منحة من وزارة الدفاع الجزائرية. بعد الانتهاء من الدراسات العليا، نشر خلادي كتابين بين عامي 1981 و1984 هما Attende et Journal وكتاب ثاني ضمَّ مجموعة من القصص القصيرة.

## المسيرة المهنيّة

### البداية
سُرّح عيسى خلادي عام 1988 من الجيش بعد حصوله على رتبة نقيب فركَّز على كتاباته. قاده هذا التفاني للصحافة والأدب إلى المساعدة في إنشاء وإطلاق هيبدو نيوز (بالفرنسية: Hebdo News)‏ في عام 1990. بلغت كتاباته ذروتها في إدانة الجبهة الإسلامية للإنقاذ حيث حرَّر الكثير من المقالات في عددٍ من الجرائد والصحف المحليّة التي انتقد فيها الجبهة بشكل علني ومباشر. بعد ذلك بوقت قصير نشر خلادي مقالاً مثيرًا للجدل بعنوان «الإسلاميون الجزائريون في مواجهة السلطة». حظرت الحكومة الجزائرية في وقت لاحق الصحيفة التي نشرت المقال وكذا صحيفة أخرى نشرت مقال ثاني له بعنوان «الإسلاميون الجزائريون في مواجهة الفقر». اضطرَّ خلادي حينها إلى الهرب من البلاد خصوصًا بعد محاولة اغتيال فاشلة. حصل على حق اللجوء السياسي في فرنسا، حيث واصل مسيرته المهنيّة هناك.
أثناء وجوده في فرنسا، نشر عيسى رواية أخرى بعنوان "Peurs et Mensonges" (بالعربيّة: مخاوف وأكاذيب) في عام 1996. أسَّسَ في نفس العام مجلّة Algérie Littérature/Action جنبًا إلى جنب مع ماري فيرول. نشر روايتين أثناء وجوده في فرنسا عام 1998 هما روز دي أبيمي (بالفرنسية: Rose d’Abime)‏ وسبولايشن (بالفرنسية: Spolaition)‏. عاد منذ ذلك الحين إلى الجزائر للتركيز على النشر حيث بدأ العمل على روايات أخرى.

### النتاج الأدبي
نشر عيسى خلادي رواية أخرى حول الإسلاميين الجزائريين. ركَّز في هذه الرواية على الجبهة الإسلاميّة للإنقاذ، وتأثير أجندتها الإسلامية على بلد الجزائر. صدرت الرواية تحت عنوان Les Islamistes Algeriens Face Au Pouvoir وتُرجمت ترجمة حرفيّة لعنوان «الإسلاميون الجزائريون في مواجهة القوة». ذكر خلادي في هذه الرواية أنَّ للجبهة وجماعات إسلاميّة أخرى تنشطُ داخل الجزائر أجندة دينية دفعت قادتها غير الأكفَّاء للتعويض عن إخفاقاتهم بفرض الإسلام على شعب الجزائر، وأقرَّ بأنه بينما لم يكن لدى الجبهة الوطنيّة خطة ملموسة ومعروفة، إلا أنها كانت قادرة على نشر أيديولوجيتها في جميع أنحاء الجزائر.
نشر عيسى رواية أخرى هي Peurs et Mensonages، وهي رواية خياليّة تتبعُ صحفيًا اسمه أمين تواتي الذي كان يُغطّي أحداث العنف والعنف المضاد في بلاده وكذلك الأيديولوجيات التي تُشكّل أسس عمل وأفعال تلك الجماعات. تدور أحداث الرواية في السجن، حيث اعتُقل تواتي وأُجبر على الاعتراف بأمور لم يراها ثمّ كُؤفئ لاحقًا بالنفي خارج البلاد.
بعد فراره من الحكومة الجزائرية عام 1994، أصبح خلادي لاجئًا سياسيًا في فرنسا حيث واصل مسيرته الأدبية والصحفية. قاده ذلك في عام 1996 إلى بدء مشروع Algérie Littérature/Action جنبًا إلى جنب مع ماري فيرول في شقّتها بألفي فرنك (حوالي 300 دولار أمريكي حينها). بدأ خلادي بنشر مقالات بعض الأصدقاء المقربين له كما نشر مقالات له هو بنفسه.
مع مرور الوقت اكتسبَ خلادي اعترافًا واحترامًا من الكتاب والجمهور العادي وبدأ في تلقي المزيد من الطلبات من قِبل دور نشر وتوزيع معروفة للتكفّل بنشر مكتوباته. تلقَّى عيسى دعمًا ماليًا من المركز الوطني للكتاب (CNL) بالإضافة إلى اهتمام وسائل الإعلام المعروفة به حيث حلَّ ضيفًا على بعض البرامج الإذاعية والتلفزيون وأجرى بعض الحوارات في الصُّحف.
نُشر لخلادي مجلّد كبير ضمَّ الكثير من مقالاته وكذا رواية كان قد كتبها من قبل، فضلًا عن تلك المنشورات الثقافية التي كان يُحرّرها من قبيل السير الذاتية ومقالات النقد الأدبي والقصص القصيرة. لأسباب النشر ولضخامة العمل، فقد نُشر بشكل دوري بدل نشر كلّ الأعمال دفعة واحدة. كانت تُنشر أعمال خلادي بشكل عشوائي وذلك من أجل تفادي إعطاء الأولوية لنوعٍ واحدٍ من الكتابة على الآخر، كما ضمَّت المنشورات أنواع متعددة من الأدب الجزائري. أسَّسَ خلادي عيسى لاحقًا دار نشر اتخذت من العاصمة الفرنسيّة باريس مقرًا لها وافتتحت مبنى فرعي في الجزائر. معظم الأعمال التي نشرتها الدار كانت قادمة من الفرع التابع لها في الجزائر وبشكل أقلّ من أماكن أخرى حول العالم.